# Glenoleon aurora
Glenoleon aurora is een insect uit de familie van de mierenleeuwen (Myrmeleontidae), die tot de orde netvleugeligen (Neuroptera) behoort. 
Glenoleon aurora is voor het eerst wetenschappelijk beschreven door Tillyard in 1916.